# My iz Kronštadta
My iz Kronštadta (Мы из Кронштадта) è un film del 1936 diretto da Efim L'vovič Dzigan.